# Oricon Singles Chart
La Oricon Singles Chart es la lista de popularidad de sencillos estándar de la industria musical japonesa publicada diariamente, semanalmente, mensualmente y anualmente por Oricon. Las clasificaciones de las listas se basan en las ventas físicas de los sencillos. Hasta 2017, Oricon no realizó un seguimiento de las ventas de descargas. En Japón, las ventas físicas disminuyeron drásticamente en la década de 2000, mientras que las ventas de descargas alcanzaron entre tres y cuatro veces la cantidad de ventas individuales. En noviembre de 2017, Oricon presentó su primera lista de canciones digitales, separada de su lista principal de sencillos físicos. El 24 de diciembre de 2018, Oricon lanzó una lista de transmisión e introdujo una lista de sencillos combinados que utiliza ventas, descargas y transmisiones de sencillos físicos.

## Historia
Original Confidence Inc., la compañía original de Oricon, fue fundada por el ex promotor de Snow Brand Milk Products, Sōkō Koike, en 1967. Ese noviembre, la compañía comenzó a publicar una lista de sencillos de forma experimental. Titulada Sōgō Geinō Shijō Chōsa (総合芸能市場調査, Encuestas de mercados totales de entretenimiento). La gráfica se hizo oficial el 4 de enero de 1968.
Las listas se publican todos los martes en Oricon Style y en el sitio web oficial de Oricon. Todos los lunes, Oricon recibe datos de los puntos de venta, pero los datos sobre la mercancía vendida a través de ciertos canales no figuran en las listas. Por ejemplo, el sencillo debut de NEWS, un grupo de pop, se lanzó sólo a través de las tiendas 7-Eleven, que no están cubiertas por Oricon, y sus ventas no se reflejaron en las listas de Oricon. Por lo tanto, las clasificaciones de Oricon sobre las ventas de discos no son del todo exactas. Antes de que los datos se recopilaran electrónicamente, los gráficos se compilaban a partir de faxes enviados desde las tiendas de discos.
El primer sencillo número uno en la lista de sencillos de Oricon fue «Kitaguni no Futari (In a Lonesome City)» de Jackey Yoshikawa and His Blue Comets el 2 de noviembre de 1967.

## Sencillos físicos más vendidos de todos los tiempos
Entre los sencillos lanzados en medios de grabación físicos como discos de vinilo y CDs, los 25 sencillos con mayores ventas según Oricon se enumeran a continuación.
| Puesto | Año  | Título | Artista                                                         | Ventas    |
| ------ | ---- | --- | --------------------------------------------------------------- | --------- |
| No.1   | 1975 | «Oyoge! Taiyaki-kun»（およげ!たいやきくん）                                                                 | Masato Shimon                                                   | 4 577 000 |
| No.2   | 1972 | «Onna no Michi»（女のみち）                                                                                 | Shiro Miya & Pinkara Trio                                       | 3 256 000 |
| No.3   | 2003 | «Sekai ni Hitotsu Dake no Hana»（世界に一つだけの花）                                                       | SMAP                                                            | 2 936 000 |
| No.4   | 2000 | «Tsunami»                                                                                                   | Southern All Stars                                              | 2 918 000 |
| No.5   | 1999 | «Dango 3 Kyodai»（だんご3兄弟）                                                                             | Kentarō Hayami, Ayumi Shigemori, Himawari Kids, Dango Gasshōdan | 2 895 000 |
| No.6   | 1992 | «Kimi ga Iru Dake de»（君がいるだけで）                                                                     | Kome Kome Club                                                  | 2 822 000 |
| No.7   | 1991 | «Say Yes»                                                                                                   | Chage & Aska                                                    | 2 766 000 |
| No.8   | 1994 | «Tomorrow Never Knows»                                                                                      | Mr. Children                                                    | 2 587 000 |
| No.9   | 1991 | «Oh! Yeah! / Love Story wa Totsuzen ni»（Oh! Yeah!/ラブ・ストーリーは突然に）                               | Kazumasa Oda                                                    | 2 573 000 |
| No.10  | 1995 | «Love Love Love / Arashi ga Kuru»（LOVE LOVE LOVE/嵐が来る）                                                | Dreams Come True                                                | 2 488 000 |
| No.11  | 1993 | «Yah Yah Yah / Yume no Bannin»（YAH YAH YAH/夢の番人）                                                      | Chage & Aska                                                    | 2 418 000 |
| No.12  | 1996 | «Namonaki Uta»（名もなき詩）                                                                                | Mr.Children                                                     | 2 308 000 |
| No.13  | 2000 | «Sakura Zaka»（桜坂）                                                                                       | Masaharu Fukuyama                                               | 2 299 000 |
| No.14  | 1997 | «Can You Celebrate?»                                                                                        | Namie Amuro                                                     | 2 296 000 |
| No.15  | 1996 | «Departures»                                                                                                | Globe                                                           | 2 288 000 |
| No.16  | 1969 | «Kuroneko no Tango»（黒ネコのタンゴ）                                                                       | Osamu Minagawa                                                  | 2 236 000 |
| No.17  | 1995 | «Wow War Tonight ~Toki ni wa Okose yo Movement~»（WOW WAR TONIGHT 〜時には起こせよムーヴメント～）          | H Jungle with t                                                 | 2 103 000 |
| No.18  | 1968 | «Koi no Kisetsu»（恋の季節）                                                                                | Pinky & Killers                                                 | 2 077 000 |
| No.19  | 1998 | «Automatic / Time Will Tell»                                                                                | Hikaru Utada                                                    | 2 062 000 |
| No.20  | 1993 | «True Love»                                                                                                 | Fumiya Fujii                                                    | 2 023 000 |
| No.21  | 1993 | «Ai no mama ni Wagamama ni Boku wa Kimi dake o Kizutsukenai»（愛のままにわがままに 僕は君だけを傷つけない） | B'z                                                             | 2 021 000 |
| No.22  | 1994 | «Itoshisa to Setsunasa to Kokoro Zuyosa to»（恋しさと せつなさと 心強さと）                                 | Ryōko Shinohara con t.komuro                                    | 2 020 000 |
| No.23  | 1990 | «Ai wa Katsu»（愛は勝つ）                                                                                   | Kan                                                             | 2 013 000 |
| No.24  | 1993 | «Road»（ロード）                                                                                            | The Tra-Bryu                                                    | 1 997 000 |
| No.25  | 1973 | «Namida no Misao»（なみだの操）                                                                             | Tonosama Kings                                                  | 1 973 000 |